# Amra Bangalee

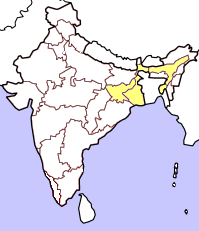
Deltagande i delstatsval

Amra Bangalee (Vi är bengaler) är ett politiskt parti i Indien. Rörelsen har sina rötter i den religiösa sekten Ananda Marga, grundad av Prabhat Rainjan Sarkar.
Amra Bangalees politik är bengalisk chauvinism. Partiet finns organiserat inte bara i Västbengalen, utan även i andra områden med stora bengaliska befolkningar, till exempel Tripura, Assam och Jharkhand. Det enda riktiga politiska genombrottet gruppen haft var i Tripura på 1980-talet, då partiet kom in i delstatsförsamlingen i samband med de ökade etniska motsättningarna i delstaten. I Tripura byggde gruppen också upp en väpnad gren, United Bengali Liberation Front. Idag är dock gruppen marginaliserad.
I valet till Lok Sabha 2004 ställde partiet upp med fyra kandidater i Västbengalen (Cooch Behar: 8 527 röster, Jalpaiguri:5 103 röster, Purulia: 3 536 röster, Bankura: 3 982 röster), två i Tripura (Tripura West: 6 920 röster, Tripura East: 7 941 röster) och en i Jharkhand (Jamshedpur: 2098 röster).